# Bakerhill
Bakerhill es un pueblo ubicado en el condado de Barbour en el estado estadounidense de Alabama. En el año 2010 tenía una población de 279 habitantes.

## Geografía
Bakerhill se encuentra ubicado en las coordenadas 31°53′5.82″N 85°9′14.04″O / 31.8849500, -85.1539000..